# キングズ・シンガーズ
キングズ・シンガーズ (英語: The King's Singers) は、イギリスの声楽グループ。

## 概要
1968年に主にキングズ・カレッジ（ケンブリッジ大学）の学生6人（内1名はオックスフォード大学）により結成され、40年以上にわたり活動を続けているア・カペラ・グループとしては草分け的な存在。
レパートリーは宗教曲からフォークソング、ポップスまで幅広く、現代作品の委嘱にも積極的である。現在はレコーディングと共にヨーロッパ・米国、日本など世界中で年間約125回にも及ぶ公演を行なうほか、ドイツの音楽大学などでワークショップなどの学生のための公開レッスンなどを行っている。
メンバーは結成以来、入れ替わり続けており、作曲家・指揮者のボブ・チルコットなど、元メンバーの多くが今でも合唱音楽のフィールドで活躍している。

## メンバー

### 現在のメンバー
- パトリック・ダナキー - カウンターテナー1 (2016年- )
1993年に音楽一家のもとに生まれ、5歳からピアノと教会合唱を学び始める。元メンバーであるロビン・タイソン（カウンターテナー）のソロを聴き、カウンターテナーを目指す。様々な合唱団での経験を経て、2016年9月よりメンバーとなる。
- エドワード・バトン - カウンターテナー2 (2019年- )
- ジュリアン・グレゴリー - テナー (2014年- )
1990年にイギリス人の父と日本人の母のもとに生まれる。レスター大聖堂の合唱団に参加して以来、音楽の道を志すようになった。合唱やピアノ、ヴァイオリンなどに関心を持ち、イートン・カレッジに音楽奨学金を経て入学した。その後は、アカペラや合唱、歌の指導を行うなど精力的に活動し、その後2014年にオーディションを受け、メンバーとなった。
- クリストファー・ブルーアートン - バリトン1 (2012年- )
1984年にニュージーランドにて生まれる。10歳の時に英国国教会による9つのレッスンとキャロルに参加し、合唱への道を志すようになる。その後、大聖堂の合唱団で15年間歌い、高校で合唱の指導や指揮を務めた。2010年にプロの歌手になることを目的にイギリスに移住する。2012年にオーディションを受け、メンバーとなる。
- ニック・アシュビー - バリトン2 (2019年- )
- ジョナサン・ハワード - バス (2010年- )
1987年にロンドンにて出生。学生時代に多くの楽器を学んだ後、オックスフォード大学に入学し、古典学科にて勉学に励む傍ら、演劇やミュージカルにも関心を持ち、知識を深めた。2010年にメンバーになり、バスパートを担っている。

### メンバーの変遷
| 声部              | 1960年代               | 1960年代               | 1960年代               | 1960年代               | 1960年代                 | 1970年代               | 1970年代               | 1970年代               | 1970年代               | 1970年代               | 1970年代               | 1970年代               | 1970年代               | 1970年代               | 1970年代                 | 1980年代                 | 1980年代                 | 1980年代                 | 1980年代                 | 1980年代                 | 1980年代                 | 1980年代                 | 1980年代                 | 1980年代                 | 1980年代               | 1990年代               | 1990年代               | 1990年代               | 1990年代               | 1990年代               | 1990年代               | 1990年代               | 1990年代               | 1990年代               | 1990年代               | 2000年代               | 2000年代               | 2000年代               | 2000年代               | 2000年代                 | 2000年代                 | 2000年代                 | 2000年代                 | 2000年代                 | 2000年代                     | 2010年代                     | 2010年代                     | 2010年代                       | 2010年代                       | 2010年代                       | 2010年代                       | 2010年代                       | 2010年代                       |
| 声部              | 5                      | 6                      | 7                      | 8                      | 9                        | 0                      | 1                      | 2                      | 3                      | 4                      | 5                      | 6                      | 7                      | 8                      | 9                        | 0                        | 1                        | 2                        | 3                        | 4                        | 5                        | 6                        | 7                        | 8                        | 9                      | 0                      | 1                      | 2                      | 3                      | 4                      | 5                      | 6                      | 7                      | 8                      | 9                      | 0                      | 1                      | 2                      | 3                      | 4                        | 5                        | 6                        | 7                        | 8                        | 9                            | 0                            | 1                            | 2                              | 3                              | 4                              | 5                              | 6                              | 7                              |
| カウンターテナー1 | マーティン・レーン     | マーティン・レーン     | マーティン・レーン     | マーティン・レーン     | フェリシティー・パーマー | ナイジェル・ペリン     | ナイジェル・ペリン     | ナイジェル・ペリン     | ナイジェル・ペリン     | ナイジェル・ペリン     | ナイジェル・ペリン     | ナイジェル・ペリン     | ナイジェル・ペリン     | ナイジェル・ペリン     | ジェレミー・ジャックマン | ジェレミー・ジャックマン | ジェレミー・ジャックマン | ジェレミー・ジャックマン | ジェレミー・ジャックマン | ジェレミー・ジャックマン | ジェレミー・ジャックマン | ジェレミー・ジャックマン | ジェレミー・ジャックマン | ジェレミー・ジャックマン | デーヴィッド・ハーリー | デーヴィッド・ハーリー | デーヴィッド・ハーリー | デーヴィッド・ハーリー | デーヴィッド・ハーリー | デーヴィッド・ハーリー | デーヴィッド・ハーリー | デーヴィッド・ハーリー | デーヴィッド・ハーリー | デーヴィッド・ハーリー | デーヴィッド・ハーリー | デーヴィッド・ハーリー | デーヴィッド・ハーリー | デーヴィッド・ハーリー | デーヴィッド・ハーリー | デーヴィッド・ハーリー   | デーヴィッド・ハーリー   | デーヴィッド・ハーリー   | デーヴィッド・ハーリー   | デーヴィッド・ハーリー   | デーヴィッド・ハーリー       | デーヴィッド・ハーリー       | デーヴィッド・ハーリー       | デーヴィッド・ハーリー         | デーヴィッド・ハーリー         | デーヴィッド・ハーリー         | デーヴィッド・ハーリー         | デーヴィッド・ハーリー         | パトリック・ダナキー           |
| カウンターテナー2 | アラステア・ヒューム   | アラステア・ヒューム   | アラステア・ヒューム   | アラステア・ヒューム   | アラステア・ヒューム     | アラステア・ヒューム   | アラステア・ヒューム   | アラステア・ヒューム   | アラステア・ヒューム   | アラステア・ヒューム   | アラステア・ヒューム   | アラステア・ヒューム   | アラステア・ヒューム   | アラステア・ヒューム   | アラステア・ヒューム     | アラステア・ヒューム     | アラステア・ヒューム     | アラステア・ヒューム     | アラステア・ヒューム     | アラステア・ヒューム     | アラステア・ヒューム     | アラステア・ヒューム     | アラステア・ヒューム     | アラステア・ヒューム     | アラステア・ヒューム   | アラステア・ヒューム   | アラステア・ヒューム   | アラステア・ヒューム   | アラステア・ヒューム   | ナイジェル・ショート   | ナイジェル・ショート   | ナイジェル・ショート   | ナイジェル・ショート   | ナイジェル・ショート   | ナイジェル・ショート   | ナイジェル・ショート   | ロビン・タイソン       | ロビン・タイソン       | ロビン・タイソン       | ロビン・タイソン         | ロビン・タイソン         | ロビン・タイソン         | ロビン・タイソン         | ロビン・タイソン         | ティモシー・ウェイン＝ライト | ティモシー・ウェイン＝ライト | ティモシー・ウェイン＝ライト | ティモシー・ウェイン＝ライト   | ティモシー・ウェイン＝ライト   | ティモシー・ウェイン＝ライト   | ティモシー・ウェイン＝ライト   | ティモシー・ウェイン＝ライト   | ティモシー・ウェイン＝ライト   |
| テナー            | アラステア・トンプソン | アラステア・トンプソン | アラステア・トンプソン | アラステア・トンプソン | アラステア・トンプソン   | アラステア・トンプソン | アラステア・トンプソン | アラステア・トンプソン | アラステア・トンプソン | アラステア・トンプソン | アラステア・トンプソン | アラステア・トンプソン | アラステア・トンプソン | ビル・アイヴス         | ビル・アイヴス           | ビル・アイヴス           | ビル・アイヴス           | ビル・アイヴス           | ビル・アイヴス           | ビル・アイヴス           | ボブ・チルコット         | ボブ・チルコット         | ボブ・チルコット         | ボブ・チルコット         | ボブ・チルコット       | ボブ・チルコット       | ボブ・チルコット       | ボブ・チルコット       | ボブ・チルコット       | ボブ・チルコット       | ボブ・チルコット       | ボブ・チルコット       | ポール・フェニックス   | ポール・フェニックス   | ポール・フェニックス   | ポール・フェニックス   | ポール・フェニックス   | ポール・フェニックス   | ポール・フェニックス   | ポール・フェニックス     | ポール・フェニックス     | ポール・フェニックス     | ポール・フェニックス     | ポール・フェニックス     | ポール・フェニックス         | ポール・フェニックス         | ポール・フェニックス         | ポール・フェニックス           | ポール・フェニックス           | ポール・フェニックス           | ジュリアン・グレゴリー         | ジュリアン・グレゴリー         | ジュリアン・グレゴリー         |
| バリトン1         | リチャード・サルター   | リチャード・サルター   | リチャード・サルター   | リチャード・サルター   | ナイジェル・ビーヴァン   | アンソニー・ホルト     | アンソニー・ホルト     | アンソニー・ホルト     | アンソニー・ホルト     | アンソニー・ホルト     | アンソニー・ホルト     | アンソニー・ホルト     | アンソニー・ホルト     | アンソニー・ホルト     | アンソニー・ホルト       | アンソニー・ホルト       | アンソニー・ホルト       | アンソニー・ホルト       | アンソニー・ホルト       | アンソニー・ホルト       | アンソニー・ホルト       | アンソニー・ホルト       | アンソニー・ホルト       | ブルース・ラッセル       | ブルース・ラッセル     | ブルース・ラッセル     | ブルース・ラッセル     | ブルース・ラッセル     | ブルース・ラッセル     | ブルース・ラッセル     | ブルース・ラッセル     | フィリップ・ローソン   | フィリップ・ローソン   | フィリップ・ローソン   | フィリップ・ローソン   | フィリップ・ローソン   | フィリップ・ローソン   | フィリップ・ローソン   | フィリップ・ローソン   | フィリップ・ローソン     | フィリップ・ローソン     | フィリップ・ローソン     | フィリップ・ローソン     | フィリップ・ローソン     | フィリップ・ローソン         | フィリップ・ローソン         | フィリップ・ローソン         | クリストファー・ブルーアートン | クリストファー・ブルーアートン | クリストファー・ブルーアートン | クリストファー・ブルーアートン | クリストファー・ブルーアートン | クリストファー・ブルーアートン |
| バリトン2         | サイモン・カーリントン | サイモン・カーリントン | サイモン・カーリントン | サイモン・カーリントン | サイモン・カーリントン   | サイモン・カーリントン | サイモン・カーリントン | サイモン・カーリントン | サイモン・カーリントン | サイモン・カーリントン | サイモン・カーリントン | サイモン・カーリントン | サイモン・カーリントン | サイモン・カーリントン | サイモン・カーリントン   | サイモン・カーリントン   | サイモン・カーリントン   | サイモン・カーリントン   | サイモン・カーリントン   | サイモン・カーリントン   | サイモン・カーリントン   | サイモン・カーリントン   | サイモン・カーリントン   | サイモン・カーリントン   | サイモン・カーリントン | サイモン・カーリントン | サイモン・カーリントン | サイモン・カーリントン | サイモン・カーリントン | フィリップ・ローソン   | フィリップ・ローソン   | ガブリエル・クラウチ   | ガブリエル・クラウチ   | ガブリエル・クラウチ   | ガブリエル・クラウチ   | ガブリエル・クラウチ   | ガブリエル・クラウチ   | ガブリエル・クラウチ   | ガブリエル・クラウチ   | クリストファー・ガビタス | クリストファー・ガビタス | クリストファー・ガビタス | クリストファー・ガビタス | クリストファー・ガビタス | クリストファー・ガビタス     | クリストファー・ガビタス     | クリストファー・ガビタス     | クリストファー・ガビタス       | クリストファー・ガビタス       | クリストファー・ガビタス       | クリストファー・ガビタス       | クリストファー・ガビタス       | クリストファー・ガビタス       |
| バス              | ブライアン・ケイ       | ブライアン・ケイ       | ブライアン・ケイ       | ブライアン・ケイ       | ブライアン・ケイ         | ブライアン・ケイ       | ブライアン・ケイ       | ブライアン・ケイ       | ブライアン・ケイ       | ブライアン・ケイ       | ブライアン・ケイ       | ブライアン・ケイ       | ブライアン・ケイ       | ブライアン・ケイ       | ブライアン・ケイ         | ブライアン・ケイ         | ブライアン・ケイ         | コリン・メイソン         | コリン・メイソン         | コリン・メイソン         | コリン・メイソン         | コリン・メイソン         | ステファン・コノリー     | ステファン・コノリー     | ステファン・コノリー   | ステファン・コノリー   | ステファン・コノリー   | ステファン・コノリー   | ステファン・コノリー   | ステファン・コノリー   | ステファン・コノリー   | ステファン・コノリー   | ステファン・コノリー   | ステファン・コノリー   | ステファン・コノリー   | ステファン・コノリー   | ステファン・コノリー   | ステファン・コノリー   | ステファン・コノリー   | ステファン・コノリー     | ステファン・コノリー     | ステファン・コノリー     | ステファン・コノリー     | ステファン・コノリー     | ステファン・コノリー         | ステファン・コノリー         | ジョナサン・ハワード         | ジョナサン・ハワード           | ジョナサン・ハワード           | ジョナサン・ハワード           | ジョナサン・ハワード           | ジョナサン・ハワード           | ジョナサン・ハワード           |